# Ludwig Josef Johann Baptist von Lottner
Ludwig Josef Johann Baptist von Lottner (* 14. Dezember 1872 in Herrngiersdorf; † 10. Oktober 1914 bei Bois Brule bei Apremont-la-Forêt) war ein deutscher Kolonialoffizier der Schutztruppe in Kamerun, welcher unter anderem Stationsleiter in Jaunde, der heutigen Hauptstadt Kameruns, war.

## Leben

### Herkunft
Von Lottner war ein Sohn des gleichnamigen Reichstagsabgeordneten Ludwig von Lottner (1821–1874) und dessen Ehefrau Theresa, geb. Männer († 1889).

### Karriere
Fehn absolvierte das humanistische Gymnasium und studierte danach vier Semester an der Universität München, wo er Mitglied des Corps Suevia war. Am 1. Oktober 1891 diente er als Einjährig-Freiwilliger im Königlich Bayerischen Infanterie-Leib-Regiment. Am 1. Juli 1892 wurde er zum Unteroffizier befördert und am 30. September desselben Jahres zur Reserve entlassen. Er wurde am 14. Mai 1893 zum Vizefeldwebel d. R. befördert und am 24. Dezember 1893 wieder als Fähnrich im Königlich Bayerischen 3. Infanterie-Regiment „Prinz Karl von Bayern“ in Augsburg eingesetzt. Am 5. März 1894 wurde er zum Leutnant ernannt. 1895 absolvierte er einen Reitkurs beim Königlich Bayerischen 4. Chevaulegers-Regiment „König“ und im folgenden Jahr einen Pionierkurs beim 1. Pionier-Bataillon.
Am 5. Mai 1899 schied er aus dem Bayerischen Heer aus und wurde am folgenden Tag in der Schutztruppe für Kamerun angestellt. Vom 19. August bis zum 10. November 1899 nahm von Lottner an dem „Wute-Adamaua-Feldzug“ teil; unter anderem an der Eroberung von Tibaati. Im selben Jahre wurde er noch Stationsleiter in Joko und nahm an Expeditionen gegen die Bakoe teil. Im Jahre 1900 nahm er an einer Expedition gegen die Mangissa teil und wurde im selben Jahre Stationsleiter von Jaunde. Am 16. Juni 1901 nahm er seinen Abschied aus dem Militär mit gesetzlicher Pension.
Nach seiner Rückkehr nach Deutschland wurde er Abteilungschef der Siemens-Schuckert-Werke in Nürnberg. Am 6. Juli 1902 wurde von Lottner aber wieder mit dem früheren Patent des Leutnants wieder am Königlich Bayerischen 16. Infanterie-Regiment „Großherzog Ferdinand von Toskana“ eingestellt. Am 30. September 1903 wurde er zum Oberleutnant befördert und am 14. Dezember 1906 wegen einer Kriegsdienstbeschädigung ein weiteres Mal mit gesetzlicher Pension und Erlaubnis des Tragens der Uniform in den Ruhestand versetzt. Am 28. Oktober 1909 wurde ihm der Charakter des Hauptmanns verliehen. Am 12. Juni 1912 wurde ihm die Kolonialdenkmünze für die Angehörigen der Schutz- und Polizeitruppen verliehen. Nach Ausbruch des Ersten Weltkriegs wurde von Lottner am 3. August 1914 durch eine Mobilmachung eingerückt und als Kompanieführer beim IX. Armierungsbataillon der Festung Germersheim eingesetzt. Später wurde er Kompanieführer im ersten Bataillons des 4. Bayerischen Reserve-Infanterie-Regiments, wo er an Stellungskämpfen zwischen Maas und Mosel teil, wo er am 10. Oktober 1914 bei einem Sturmangriff in Bois Brule starb.

### Familie
Im Jahre 1904 heiratete er die spätere Pianistin Gabriele von Lottner (geb. Hunglinger), Tochter des Justizrats Ludwig Hunglinger.